# GEOS (bedrijf)
GEOS is een servicebedrijf dat bedrijven adviseert die internationaal werkzaam zijn in sectoren of gebieden met een verhoogd risico. Het hoofdkantoor is gevestigd in Parijs-La Défense. Het bedrijf heeft vestigingen in 16 landen, telt wereldwijd meer dan 300 medewerkers, en is in meer dan 80 landen actief.
GEOS werd in 1998 opgericht om te voorzien in de veiligheidsbehoeften van – aanvankelijk Franse – bedrijven in het licht van criminele dreigingen en politieke risico's. De eerste opdrachten bestonden uit veiligheidsbegeleiding voor hoogwaardigheidsbekleders en veiligheidscontroles in Algerije.